# Folgoso do Courel
Folgoso do Courel (em castelhano: Folgoso de Caurel) é um município da Espanha na província de Lugo, comunidade autónoma da Galiza, de área 193 km² com população de 989 habitantes (2021; densidade: 5,1 hab./km²).

## Demografia
| Variação demográfica do município entre 1991 e 2004[carece de fontes?] | Variação demográfica do município entre 1991 e 2004[carece de fontes?] | Variação demográfica do município entre 1991 e 2004[carece de fontes?] | Variação demográfica do município entre 1991 e 2004[carece de fontes?] |
| ---------------------------------------------------------------------- | ---------------------------------------------------------------------- | ---------------------------------------------------------------------- | ---------------------------------------------------------------------- |
| 1991                                                                   | 1996                                                                   | 2001                                                                   | 2004                                                                   |
| 1924                                                                   | 1704                                                                   | 1498                                                                   | 1397                                                                   |